# Corrado Dal Fabbro
Corrado Dal Fabbro (Pieve di Cadore, 1945. augusztus 5. – Milánó, 2018. március 29.) olimpiai ezüstérmes olasz bobversenyző.

## Pályafutása
1971-es cerviniai világbajnokságon ezüstérmes lett kettesbobban. Az 1972-es sapporói olimpián négyesbobban ezüstérmes lett Nevio De Zordo-val, Adriano Frassinellivel és Gianni Bonichonnal.

## Sikerei, díjai
- Olimpiai játékok – férfi négyes
  - ezüstérmes: 1972, Sapporo
- Világbajnokság
  - ezüstérmes: 1971, Cervinia (férfi kettes)